# 보루시아 노인키르헨
보루시아 노인키르헨(Borussia Neunkirchen)은 독일 자를란트주의 노인키르헨을 연고로 하는 축구 클럽이다. 1907년에 FC 보루시아 1905와 SC 노인키르헨이 합병되면서 탄생되었다.

## 선수 명단

### 현역
참고: FIFA 자격 규정에 따라 소속된 국가대표팀 국기를 표시합니다. 선수는 복수의 FIFA 비회원국 국적을 가지고 있을 수 있습니다.
| 번호 | 포지션 | 국적 | 이름                |
| ---- | ------ | ---- | ------------------- |
| -    | GK     |      | 세바스티앙 플라우스 |

| 번호 | 포지션 | 국적 | 이름              |
| ---- | ------ | ---- | ----------------- |
| -    | FW     |      | 프란체스코 라이노 |

## 역대 감독
| 감독        | 임기        |
| ----------- | ----------- |
| 슈테판 쿤츠 | 1999 ~ 2000 |

틀:보루시아 노인키르헨
틀:보루시아 노인키르헨 감독
틀:자를란트리가